# Javier Castro
Francisco Javier Castro Miranda (Cádiz, 1975) es un periodista y escritor español.
En su faceta como periodista ha colaborado con diversos medios de comunicación como Radio Nacional, Onda Cero o Diario 16, así como de especialista deportivo para la Agencia EFE en la ciudad de Cádiz.
Como novelista ha publicado tres obras: Al-Sanam. La caída del ídolo (2005), Los diablos del mar. La odisea de la Burla Negra (2008) y El ritual (Proyecto UR-21) (2009), esta última consiguiendo una gran aceptación entre el gran público y situándose varias semanas entre los libros más vendidos en España.
Castro fue galardonado con el Premio Legión del Libro otorgado por la Cámara Uruguaya del Libro.

## Obras
- 2005, Al-Sanam. La caída del ídolo (Alhulia)
- 2008, Los diablos del mar. La odisea de la Burla Negra (Absalon)
- 2008, El ritual (Proyecto UR-21) (Absalon)